# Meiji Yasuda Life Insurance

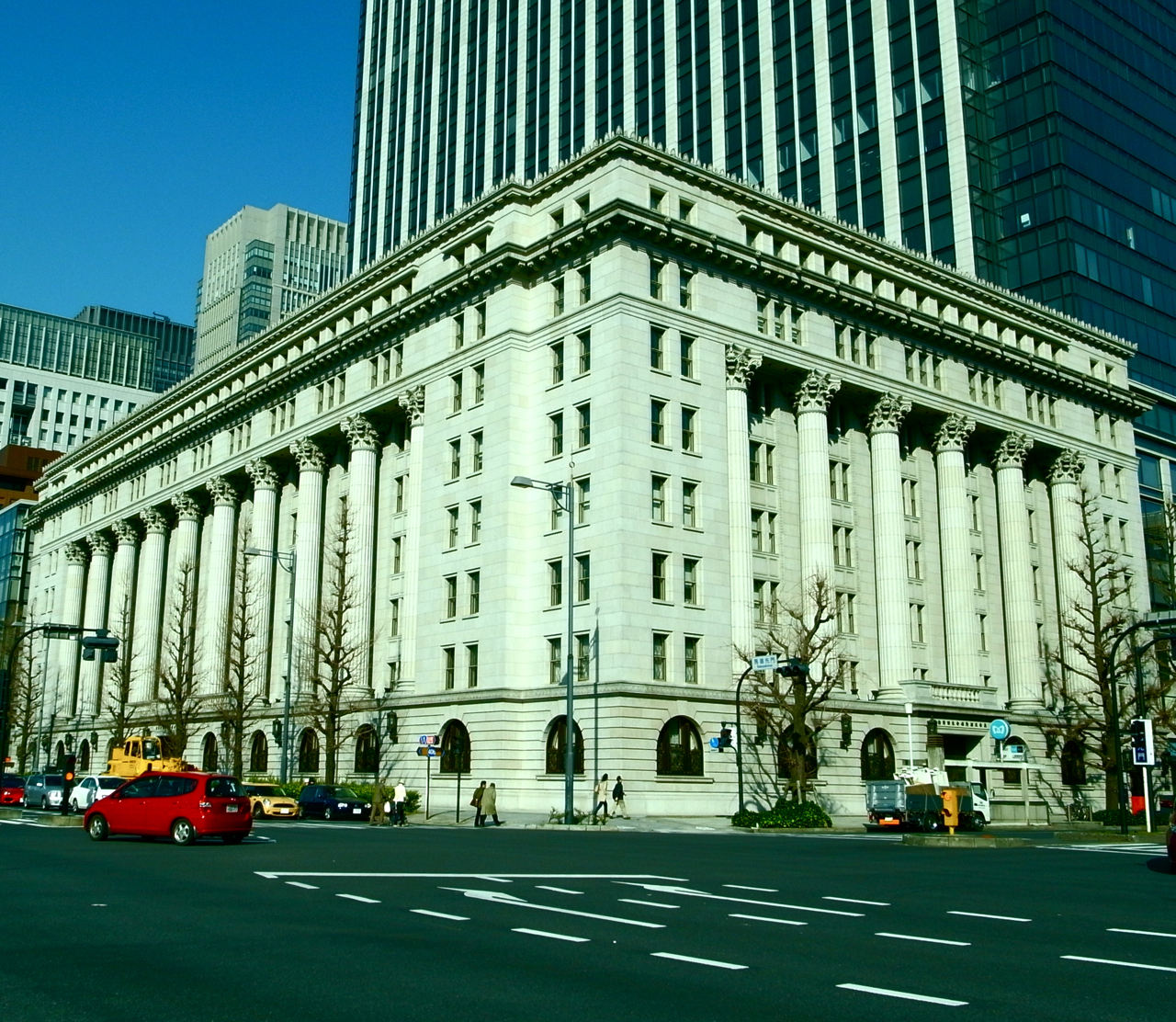
Siège social

La Meiji Yasuda Life Insurance Company (明治安田生命保険相互会社, Meiji Yasuda Seimei Hoken Sōgo Kaisha), ou Meiji Yasuda en abrégé est une compagnie d'assurances japonaise.

## Histoire
En 2004, Meiji Life et Yasuda Life fusionnent pour créer Meiji Yasuda Life Insurance.
En juillet 2015, Meiji Yasuda acquiert la compagnie d'assurance américaine StanCorp Financial pour 5 milliards de dollars.
En février 2025, Legal & General annonce la vente de sa filiale américaine d'assurance dommage à Meiji Yasuda pour 2,3 milliards de dollars.